# Mycodrosophila alienata
Mycodrosophila alienata är en tvåvingeart som beskrevs av Oswald Duda 1926. Mycodrosophila alienata ingår i släktet Mycodrosophila och familjen daggflugor. Inga underarter finns listade i Catalogue of Life.